# علي الحسن (غواص)
علي الحسن (مواليد 4 يناير 1973) هو غواص كويتي، مثل فريق الغوص في جامعة جنوبية ميثودية وشارك مع منتخب الكويت في الغوص في دورة الألعاب الأولمبية الصيفية 1996 في أتلانتا.

## الغوص في جامعة جنوبية ميثودية
درس علي الحسن في جامعة ساوثرن ميثوديست حيث تخصص في الهندسة الطبية الحيوية، وكان يغوص ضمن فريق الجامعة تحت إشراف المدرب المخضرم جيم ستيلسون، الذي كان غواصًا متميزًا حصل على لقب "كل أمريكي" في جامعة ولاية أوهايو، وعمل سابقًا كمدرب غوص في جامعة كولومبيا.

## دورة الألعاب الأولمبية 1996
في دورة الألعاب الأولمبية في أتلانتا 1996، احتل علي الحسن المركز الثالث والثلاثين في منافسة منصة القفز للرجال.